# Acalypha wilmsii
Acalypha wilmsii là một loài thực vật có hoa trong họ Đại kích. Loài này được Pax ex Prain & Hutch. mô tả khoa học đầu tiên năm 1913.